# Mai Zetterlingová
Mai Elisabeth Zetterlingová (24. května 1925 Västerås – 17. března 1994 Londýn) byla švédská filmová herečka a režisérka. Působila ve stockholmském Královském dramatickém divadle a absolvovala jeho hereckou školu. Ve filmu debutovala hlavní ženskou rolí v psychologickém dramatu Štvanice (1944, režie Alf Sjöberg, scénář Ingmar Bergman). Hrála také v Bergmanově filmu Hudba v temnotách, prosadila se i v anglické kinematografii (Kvartet, Ztracení lidé, v komedii Jen dva mohou hrát byl jejím partnerem Peter Sellers). V roce 1963 režírovala svůj první film Hra na válku, oceněný na festivalu v Benátkách. Točila podle scénářů, které napsala sama nebo ve spolupráci s manželem, anglickým spisovatelem Davidem Hughesem, její tvorba se vyznačovala na svou dobu nezvyklou mírou společenské kritiky a sexuální otevřenosti, režisérka v ní projevovala své feministické a radikálně levicové názory. Adaptace knihy Agnes von Krusenstjernové Milenecké dvojice vyvolala skandál na festivalu v Cannes 1965, plakát k filmu musel být pro svoji provokativnost stažen. Dalšími jejími úspěšnými filmy byly Noční hry, Doktor Glas (podle stejnojmenného románu Hjalmara Söderberga) a Mladé ženy (aktualizovaná verze Lysistraty). Do dokumentárního filmu o olympijských hrách 1972 Viděno osmi přispěla Zetterlingová ironickým pohledem do zákulisí vzpěračských soutěží. Osobnosti a dílu Agnes von Krusenstjernové se věnovala i ve filmu Amorosa (1986). K herectví se vrátila roku 1990 ve filmech Čarodějky (režie Nicolas Roeg) a Tajné složky (režie Ken Loach). Vedle filmu se věnovala také literatuře, vydala romány Bird of Passage a Shadow of the Sun a autobiografii All Those Tomorrows.